# Distrito de Calzada
El distrito peruano de Calzada es uno de los seis distritos que conforman la Provincia de Moyobamba en el Departamento de San Martín, perteneciente a la Región de San Martín en el Perú.
Desde el punto de vista jerárquico de la Iglesia católica forma parte de la  Prelatura de Moyobamba, sufragánea de la Metropolitana de Trujillo y encomendada por la Santa Sede a la Archidiócesis de Toledo en España.

## Geografía
La ciudad se encuentra situada a 855 m s. n. m. tomando como referencia la Plaza de Armas. Junto a la capital distrital, se levanta el llamado "Morro de Calzada" divisible desde a ciudad de Moyobamba, que dista a 10 km. El área es una reserva, y pose además algunos monolitos, numerosos arroyos, además de poder avistar distintas variedades  de aves, bromélias, y orquídeas que lamentablemente han sido depredadas por inescrupulosos.

## Economía
El distrito tiene una gran actividad ganadera, las granjas lecheras son de alta demanda regional y nacional, en la jurisdicción de Calzada, existen también pequeñas lagunas. En estos últimos años mejoró la economía gracias a la producción de piñas, de la variedad regional lamas, regional roja y Golden; además de la producción de peces como gamitana, paco y tilapia. 
Actualmente la economía también está fundamentada en el turismo sostenible por poseer artesanos de arcilla y paja creando verdaderas obras de arte. Por otro lado la empresa Don Pollo y Stevia One Peru Sac han iniciado sus inversiones creando puestos laborales.

## Población
El distrito de Calzada tiene una población de 5300 habitantes. Casi 
Toda la población (97%) es urbana
población y mestiza. provenientes de diversas regiones, principalmente de la sierra y costa norte del Perú.
La población oriunda del lugar ha sido prácticamente extinguida y sus pocos descendientes han sido anonimizados en el proceso de desarrollo cultural y no se ha trabajado para rescatar sus tradiciones o aportes culturales natos que fortalezcan nuestra educación y cultura local.

## Principales retos y problemas locales
1. Agua y desagüe:Estamos en pésimo estado buzones deteriorado que causan malos olores y también que estamos sufriendo con el agua por qué hay personas que malgastan en sembrios y también muchas contaminaciones.
2. Mantenimiento y mejora de calles:En mi distrito están la mayoría de las calles con huecos y cunetas malogradas que producen malos olores y hasta a veces no se puede ni comer con el olor.
3. Cultura vial: Se debe impulsar una mayor cultura vial para prevenir y reducir accidentes de tránsito, en Calzada varios ciudadanos no respetan las señalizaciones e incluso no se estacionan correctamente, por ello es necesario que las autoridades cumplan su papel fundamental y la ciudadanía se comprometa a cumplir las normas de un Reglamento de tránsito, ya sean conductores, ciclistas, peatones, con el fin de colaborar con el orden y armonía del distrito.
4. Crecimiento urbano y poblacional:con el trascurso del tiempo el crecimiento de la población impide que los gobernantes ofrezcan servicios a toda la población, servicios como el agua, desagüe, luz pública.
5. Participación ciudadana: nosotros como ciudadanos debemos involucrarnos en trabajos comunales y en seguridad ciudadana formando rondas campesinas.

## Región San Martín
- Organización territorial del Perú
- Mapa de San Martín